# Armand Van Waesberghe
Armand Van Waesberghe est un architecte bruxellois, adepte de l'art nouveau, né à Peer, province du Limbourg, le 11 avril 1879 et mort à Ixelles le 3 avril 1949.
Sa production architecturale, aussi précoce qu’éphémère puisqu'elle commence en 1896 pour se terminer en 1902, se distingue par une expressivité sans égal dans le traitement des formes et des matières. Lié au même courant « féerique » de l’art nouveau qu’Ernest Blerot, il n’a construit que 12 maisons, dont la plus remarquable sa maison personnelle, se trouve au n° 52 de la rue d’Irlande à Saint-Gilles, commune de la région bruxelloise.  Trois quarts de sa production est située dans le quartier des Squares.
Sa verve de sculpteur l’invite à l’interprétation libre de l’architecture médiévale ou gothique. Ses maisons répondent à un type caractéristique de son style : une composition verticale, une façade agrémentée d’un jeu polychrome de pierres et de briques de couleurs, parfois ornée de sgraffitos par Gabriel van Dievoet, des encadrements de porte et de fenêtre très travaillés et liés au soubassement de la maison, des châssis de fenêtres dont les formes épousent celui des encadrements. L'oriel du premier étage assure la transition avec le haut de la maison divisée en trois baies, auxquelles répondent les trois lucarnes à toits pointus au-dessus de la corniche. Cette composition fréquente, que l’on retrouve dans 5 maisons sur 9, est sa seule concession à la symétrie.

## Famille
Armand Van Waesberghe, est le fils d'Émile Van Waesberghe, receveur de l'enregistrement, et de Léonie Tassier. Son ancêtre direct, Adrien Van Waesberghe, licencié en médecine et bourgmestre d'Eeklo, était né à Alost en 1616. Il descendait d'une vieille famille originaire de Gand au Moyen Âge.
Sa sœur Clotilde Van Waesberghe, née à Ledeberg le 18 février 1872, épouse Pierre Joseph Sera. Ils sont les parents d'Émile M. Sera, né le 21 avril 1915, architecte (A.R.A.B.) et expert-judiciaire, qui était établi rue Camille Lemonnier, 25, à 1060 Bruxelles.

## Principales réalisations:maisons bruxelloises

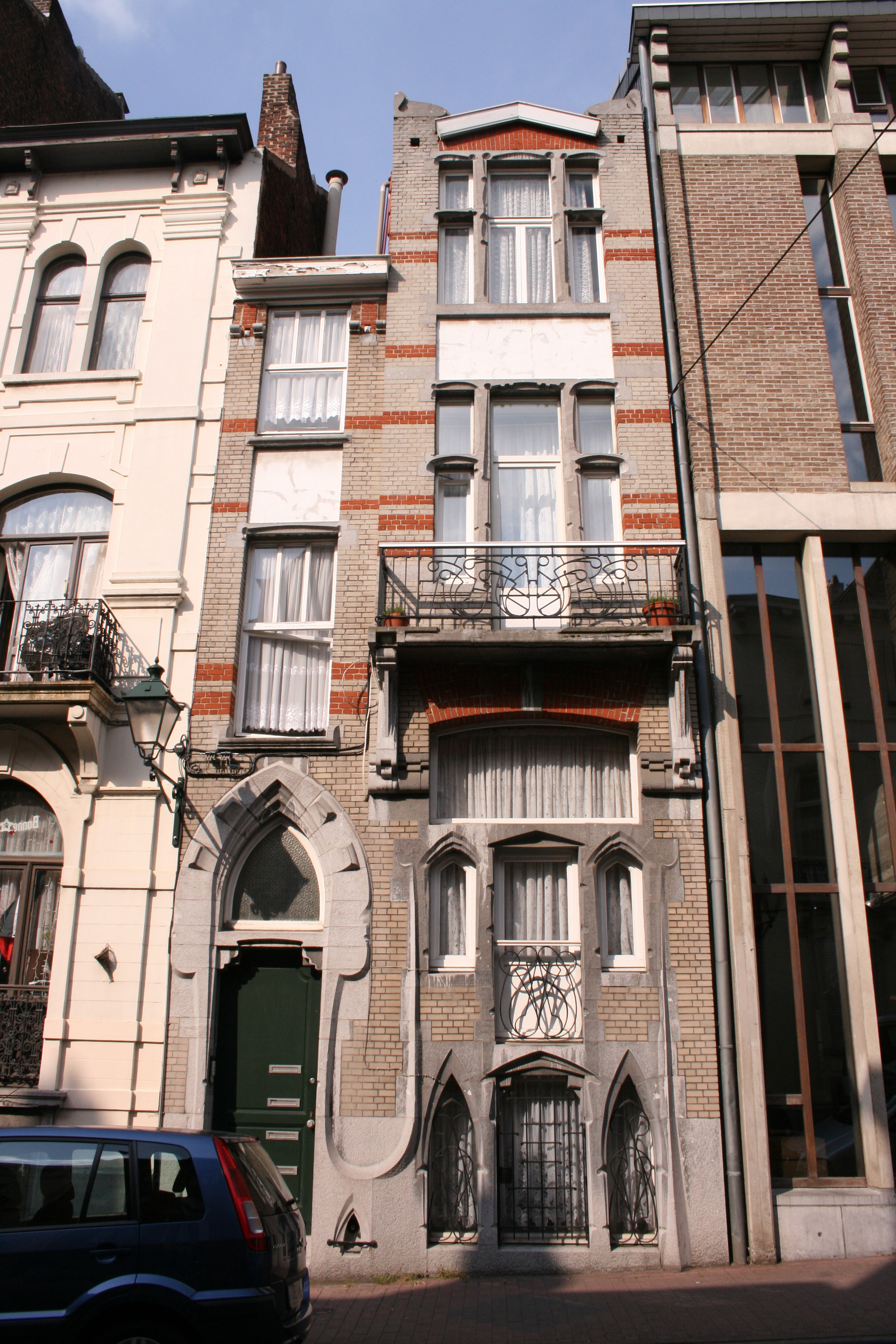
Rue d’Irlande, 52 – Saint-Gilles
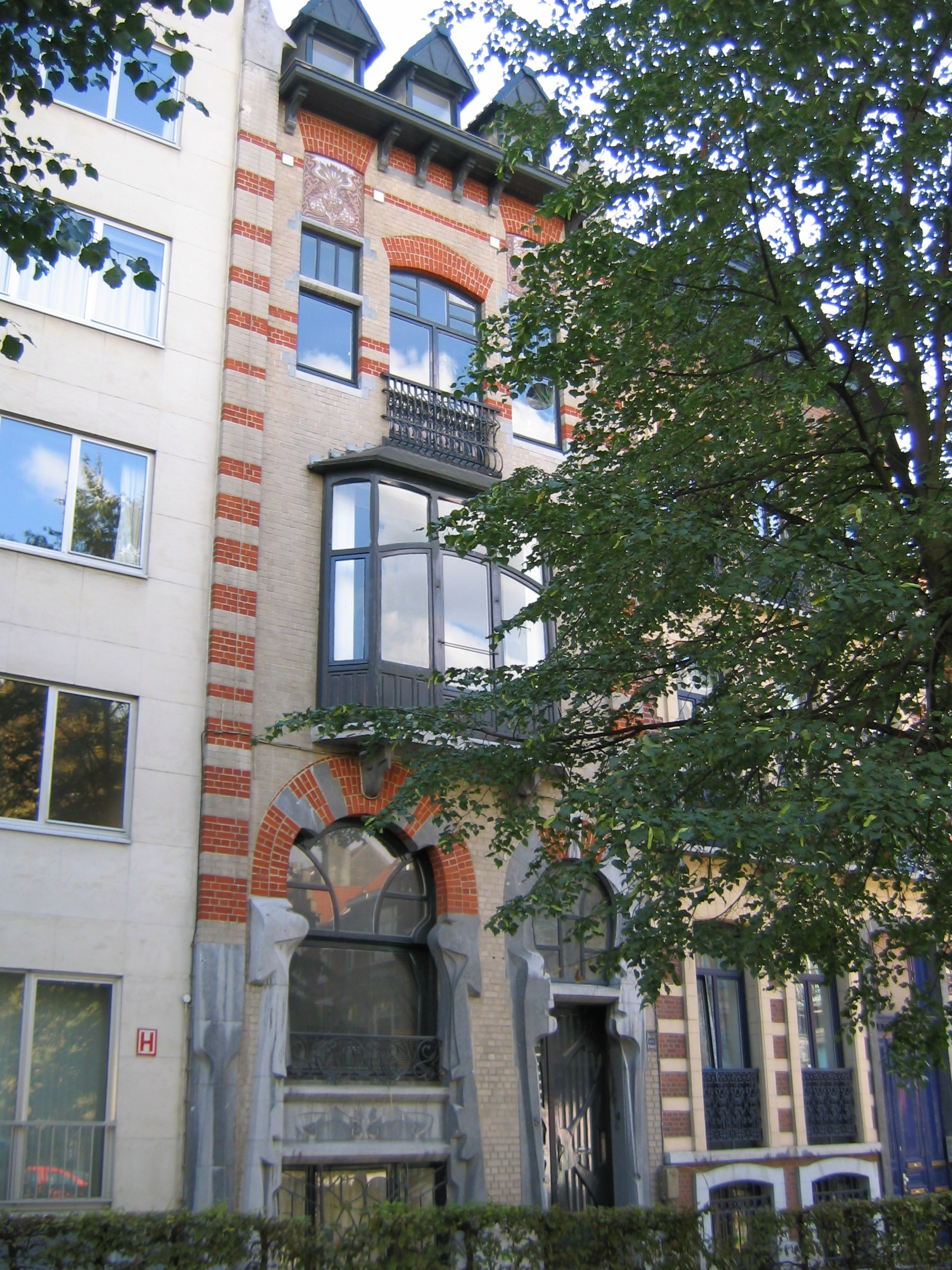
Square Gutenberg, 5 - Bruxelles

1. 1896 : modifiée en 1906 : square Gutenberg, 19 - Bruxelles, quartier des squares.
2. 1898 : square Gutenberg, 5 et 8 – Bruxelles, quartier des squares
3. 1899 : avenue Ducpétiaux, 18 (à l'époque 20) – Saint-Gilles ; propriété de Monsieur Versé, avec ornements en sgraffite de Gabriel Van Dievoet[3] (anémones), disparus et remplacés par des motifs sculptés.
4. 1899 : avenue Ducpétiaux, 20 (à l'époque 22) ; propriété de Monsieur Versé, avec ornements en sgraffite de Gabriel Van Dievoet (pissenlits)
5. 1898 : avenue de la Brabançonne, 50 – Bruxelles, quartier des squares.
6. 1899 : Avenue de la Brabançonne, 52 – Bruxelles, quartier des squares.
7. 1899 : Rue d’Irlande, 52 – Saint-Gilles (à l'époque : rue d'Irlande, 124) propriété d'Armand Van Waesberghe, avec ornements en sgraffites (disparus) de Gabriel Van Dievoet (cyclamens).
8. 1900 : Rue Faider, 85 – Ixelles.
9. 1902 : rue Philippe Le Bon, 55[4].